# アンナミラーズ
アンナミラーズ（英語：Anna Miller's）は、アメリカ・ペンシルベニア・ダッチのドイツ風スタイルの家庭料理とデザートパイを提供するレストラン。
日本とアメリカ合衆国ハワイ州で展開されている。しばしば「アンミラ」と略して呼称される。日本では井村屋株式会社フードサービス事業部が運営しており、同社の親会社である井村屋グループ株式会社は「アンナミラーズ」及び「アンミラー」の名称を商標登録している。

## 歴史
1973年、ハワイとアメリカ西海岸でオープンしたレストランがアンナミラーズの起源である。ペンシルベニア・ダッチ（ドイツ系）の子孫の創立者スタンレー・ミラー（Stanley Miller）はレストランを開くにあたり、祖母アンナ（Hanna Miller）が作っていた素朴なペンシルベニア・ダッチスタイルの家庭料理をコンセプトとし、店に彼女の名を冠した。
日本で最初のアンナミラーズは1973年6月13日にオープンした青山店である。井村屋製菓（現・井村屋グループ）初代社長である井村二郎が外食産業に着目し、アメリカに視察に行ったことがきっかけとなり、アメリカのアンナミラーズ社の日本でのチェーン店展開のためにライセンス契約を締結すると、浅田剛夫（現・井村屋グループ会長）がアメリカで本場の味と接客を学び、1号店の店長となった。
その後、1990年に井村屋製菓がアンナミラーズ社から日本での商標権を取得し、以後は日本独自の店舗展開を行っており、店舗の中にはアクアシティお台場店でのアメリカンフュージョン料理や高輪店でのベーカリー（2005年1月で終了）など、独自色を持たせた店舗もあった。
2006年10月から関東地区のコンビニエンスストア限定で「アンナミラーズ オリジナル・アイスクリームパフェ」を発売。製造は井村屋グループの事業会社であるポレア（現：井村屋株式会社岐阜工場）が担当していた。
2025年12月に、南青山のビル内に再出店する。2022年8月末に品川駅前の店舗（高輪店）が閉店して以来の日本再進出であり、事業は2025年10月1日付で設立する新会社「井村屋フードサービス」が担当する。

## 店舗

### 日本での展開
日本国内の店舗は、かつて営業していたものも含め全て首都圏にあった。青山店開店後ほぼ1年に1店舗の割合で新店舗がオープンしてきた。1990年代には複合商業施設やデパートへの出店が目立ち、最大で20店舗まで増加した。
最盛期の1990年代には商品価格が開業当初の約2倍に跳ね上がり、例えば主力商品のパイ（1ピース）は開業当時350円前後から600 - 700円台になり、軽食メニューは主に1000 - 1500円前後の価格帯となるなど、飲食業の価格破壊が進む中、割高感のある価格設定となっていた。これが災いし営業赤字が深刻になり、2001年3月期は1億9000万円の赤字決算だった。
2000年以降は郊外の店舗を中心に多数を閉店し、東京都世田谷区経堂にあったカミサリー（元々は軍隊用語の補給部隊の事でセントラルキッチン、経堂は1977年11月 - 2006年11月）は、効率化のため、フードサービスファクトリーと称し三重県津市高茶屋七丁目（井村屋（旧・井村屋製菓）津工場内）へ移設、津工場第五部門という位置付けとなった。
唯一残った高輪店も品川駅西口基盤整備事業実施に伴って国土交通省よりウィング高輪に入居している他店舗とともに移転要請があったことから退店が合意され、2022年8月31日をもって閉店して約50年の歴史の幕を一旦下ろした。井村屋グループ会長の浅田剛夫は閉店について「高輪店は立地が抜群。収益性のあるホームランショップだった。でも品川を活性化させる国家的プロジェクトと説明を受けて、残念だが協力させていただくことにした。そうした理由でなければ継続していると思う」と語っている。
閉店発表時点では新規出店は未定としているが、高輪店同様の集客力が得られる立地候補を検討、将来的には再出店する可能性も示唆している。浅田も「思いに応えるなら、We shall returnだと。We hope〜ではなく、We shallと意思を持っている。いつ、どこでと明確にお約束できるものはまだありませんが、そういう思いは持っています」と語っている。その一方でパイやチーズケーキのファンが全国に多くいることから、EC販売など様々な展開を進めることになっている。2024年時点ではオンラインショップ（2021年オープン）による通信販売を行うほか、ポップアップストアとして各地に不定期で出店している。
井村屋は2025年12月に、南青山のビル内にアンナミラーズを再出店することを発表。2022年8月末に高輪店が閉店して以来の日本再進出となる。今後も店舗を増やしてゆく予定とされている。

#### 閉店した店舗

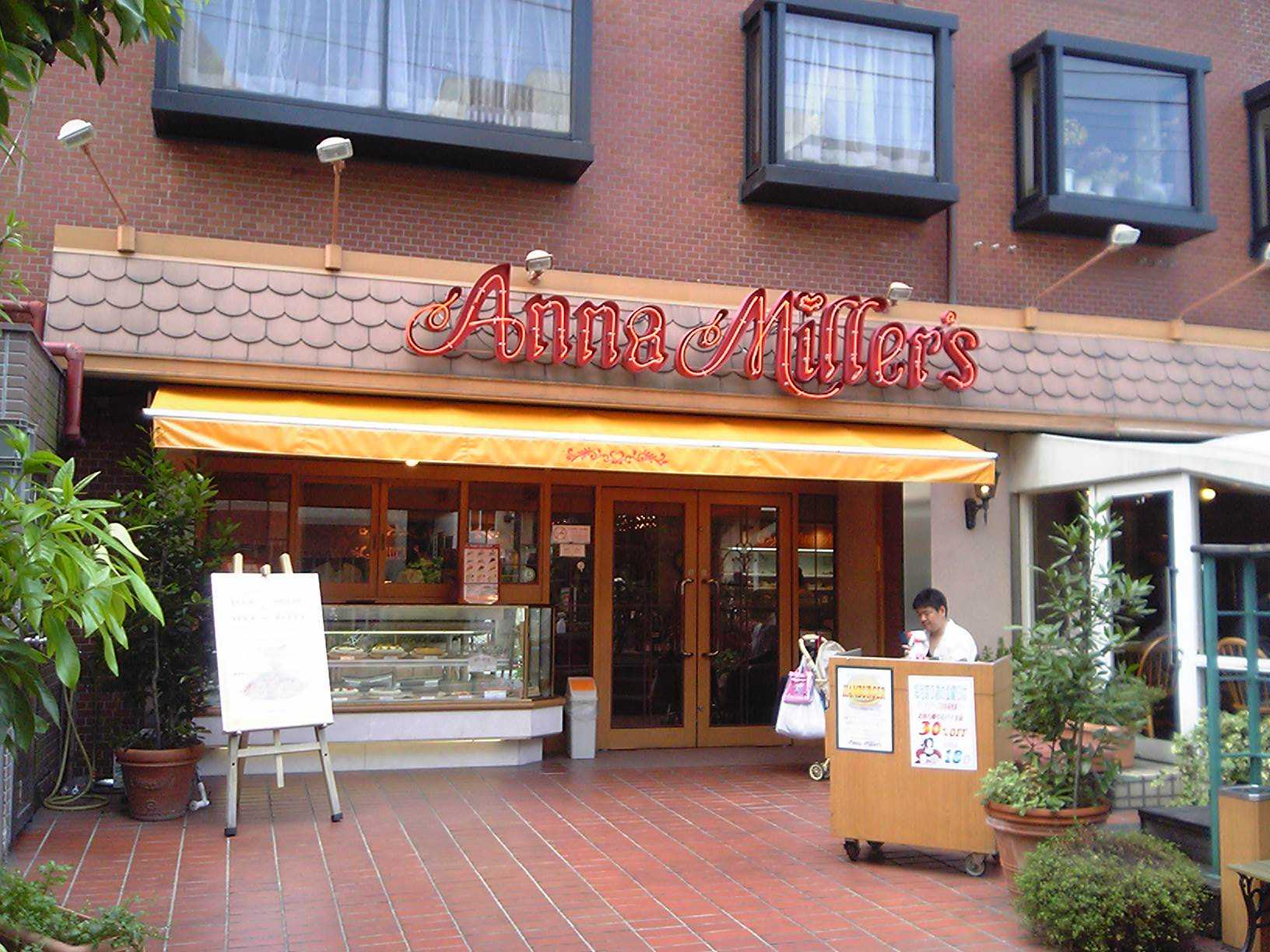
旧アンナミラーズ自由が丘店（2006年9月閉店、現在は他店舗に改装）

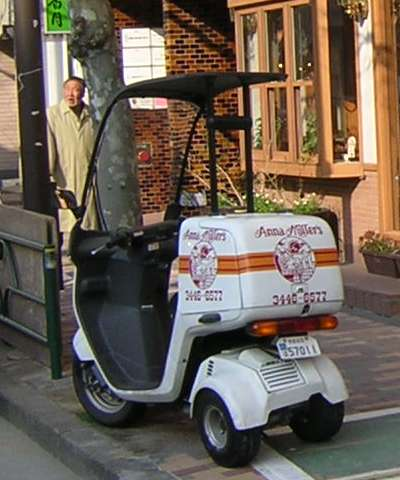
広尾店で使用されていたジャイロキャノピー

- 青山店（1973年6月 - 1995年7月）
- 原宿店（1974年3月 - 1987年）
- 赤坂山王下店（1974年12月 - 2008年8月）
- 自由ヶ丘店（1977年7月 - 2006年9月）
- 広尾店（1977年12月 - 2006年3月）
- 目黒店（1978年10月 - 2003年3月）
- 駒沢店（1979年11月 - 2003年9月）
- 吉祥寺店（1980年12月 - 2005年9月）
- 下北沢店（1981年12月 - 2001年2月）
- 玉川店（1982年8月 - 2003年7月）
- 高輪店（1983年11月 - 2022年8月、ウィング高輪内）
- 渋谷スペイン坂店（1984年11月 - 2001年7月）
- 浅草ROX店（1986年3月 - 1990年）
- 仙川店（1987年4月 - 1999年3月）
- 相模大野店（1989年11月 - 1999年3月）
- 横浜元町店（1990年12月 - 2001年2月）
- 向ヶ丘遊園店（1991年1月 - 2001年2月）
- 横浜ダイヤモンド地下街店（1991年12月 - 2000年3月）
- 渋谷パオ店（1992年3月 - 1994年11月）
- 青葉台店（1992年6月 - 1999年8月）
- 千葉そごう店（1993年4月 - 2005年8月）
- 横浜ランドマークプラザ店（1993年7月 - 2012年1月）
- 横浜八景島店（1995年7月 - 2004年9月）
- 立川店（1998年11月 - 2005年1月）
- オペラシティ店（1999年6月 - 2006年9月）
- アクアシティお台場店（2000年4月 - 2005年9月）

### 日本国外
日本以外ではアメリカ・ハワイ州ホノルル市アイエアのパールリッジ・センターに店舗が存在する（アメリカ・アンナミラーズ社運営）。
また、2013年1月に中国・天津市の天津濱海新区伊勢丹の地下に天津濱海伊勢丹店を出店、同年9月には中国2号店となる天津市内伊勢丹店を天津伊勢丹の地下に出店した。中国の2店舗は井村屋（北京）食品有限公司が運営していた（2020年ごろまでに閉店）。

## 商品
主力商品のパイのほか、チーズケーキ等のデザート各種やハンバーガー、サンドイッチ等のフード各種がメニューに加わっている。パイとチーズケーキはオンライン販売も行っている。

### パイ
オーブンフィニッシュパイとクリームパイの2種類がある。

#### オーブンフィニッシュパイ
- チェリーパイ
- アップルパイ
- ダッチアップルパイ
- パンプキン
- ピーカン

#### クリームパイ
- フルーツクリーム
- バナナチョコレート
- ハウピアチョコレート
- チョコレート
- キーライム
- バナナ
- マロン

パイは別工場から仕入れていたが、店内で焼き上げるようになった。

## 制服
ウェイトレスの制服は、ドイツの民族衣装「ディアンドル」をモチーフにした、白ブラウスにミニスカート、バストをストラップで吊り上げる形のぴったりフィットした、スカートと同じ色のウエストエプロンという独特のデザインが有名で人気が高い。漫画・アニメ・ゲーム他の登場人物が、アンナミラーズ制服に似た衣装を着ていることが多々あるほか、ロイヤルホストにまで模倣されている。この制服人気の高さがコスプレ系飲食店やメイド喫茶などにも影響を及ぼしたと言われている。制服の大まかなラインは30年間でほぼ変わらず、エプロン前面の根元のタック（折りヒダ）の量が増えたり、チロリアンテープの幅が広がったりした程度である。小物に関しては、2000年前後にカチューシャが廃止されたほか、足元も当初の「ストッキング+白のモカシンシューズ」から、「ルーズソックス+スニーカー」へ変更された。色はピンクとオレンジから始まり（オレンジがヒラ。客から注文を取れるようになるとピンクが追加）、高輪店の改装時にリーダーだけが着られる赤（ワインレッド）が加わった。

## その他
ウェイトレスの勤務経験者の中には著名人も多く、寺田理恵子や有賀さつき（ともに元フジテレビアナウンサー）、梅宮アンナや壇蜜（ともにタレント）、遠野なぎこ（女優）などがいる。また、当時現役のウェイトレスとして勤務し、人気店員として話題になっていたところ雑誌に取り上げられ、その後芸能界デビューした村上綾歌のようなケースもある。